# زيفرينوس
زيفرينوس هو بابا الكنيسة الكاثوليكية الخامس عشر وقديس وفق المعتقدات المسيحية، استلم أسقفية روما خلال الفترة الممتدة من 199 وحتى 217، وهو من مواليد روما، وقد خلف البابا فيكتور الأول وتبعه مستشاره تحت اسم كاليستوس الأول.

## بابويته
كانت الكنيسة خلال عهد هذا البابا تعاني من الاضطهاد على يد الإمبراطور ألكسندر سيفيروس، وبعد وفاة الإمبراطور عام 211 كفت الاضطهادات عن المسيحيين، ويقول بتلر في كتابه «حياة القديسين» أن البابا كان يقف مع رعيته داعمًا إياها. كذلك فقد عانت المسيحية في روما خلال تلك الفترة من انتشار البدع الجديدة، وعلى رأسها بدعة مرقيون والبدعة الخاصة بالزنى والزواج في الطائفة المونتانية، غير أن عدد من قدماء المؤرخين قالوا أن البابا قد استطاع السيطرة على نمو هذه البدع في روما، ولذلك فقد حصل البابا على لقب شهيد، ليس لأنه قتل تحت الاضطهاد، بل بسبب معاناته النفسية والجسدية طوال حبريته، سواءً من الرومان أو من انتشار البدع.
في عام 202 وردًا على نمو المسيحية المتسارع، أصدر الإمبراطور ألكسندر سيفيروس (193 - 211) مرسومًا يحظر اعتناق الديانة المسيحية ويضع عقوبة لك الموت، وقد قتل العديد من المسيحيين وخضعوا للتعذيب أمام العامة كمحاولة للقضاء على الديانة. الاضطهاد الثاني كان من تلامذة ثيودوسيوس الذي استطاعوا رسم أسقف آخر لروما يبجل المسيح كإنسان فقط من دون أن يكون له أي طبيعة إلهية، وأن القوى الخارقة التي أبداها إنما كانت صادرة عن «الرحمة الإلهية»، غير أسقف روما المضاد، وبحسب التقليد الذي ذكره بتلر، قد تعرض «للجلد على يد ملاك ليلة بكاملها» وفي اليوم التالي أعلن توبته، وأعاد الانضمام للكنيسة وقبل برئاسة البابا.

## تذكاره
يقام تذكار البابا في 26 أغسطس وقد نقل عام 1970 إلى 20 ديسمبر وهو تاريخ وفاته، غير أن بعض الرهبنات الكاثوليكية المحافظة لا تزال تحتفل به في التأريخ السابق، وهو يعتبر «قديس شهيد» في التقويم الروماني الكاثوليكي.